# Îlot de Capense
L'îlot de Capense (en corse isula di Capezza) est une petite île baignée par la mer Méditerranée, située sur la commune de Centuri située dans le département de la Haute-Corse et de la Région Corse (collectivité territoriale de Corse).

## Géographie
Situés au sud-ouest du port de Centuri dans le Cap Corse, à moins de 200 mètres de la pointe côtière, l'îlot et ses « satellites » forment une espèce de baie protégée des vents de sud-ouest. Il présente quelques hauts-fonds sur sa côte septentrionale, écueils signalés par une cardinale nord. On peut accéder aisément sur l'îlot à pied, ce qui est formellement interdit, l'ile de Capense étant une réserve naturelle où nichent divers oiseaux marins.

## Géologie
L'îlot rocheux, d'une superficie officielle de 2 ha et haut de 43 m, s'est détaché du Cap Corse par l'érosion marine. Sur le socle ancien tectonisé lors de l'orogenèse alpine, son sol est peu évolué. La formation géologique appartient à "la série des gneiss à biotites et grenats" de Centuri.
Son habitat est celui d'îlots, bancs rocheux et récifs. Sur le rivage, la végétation qui la recouvre est celle des rochers littoraux, et sur le petit plateau herbeux, celle de l'étage méditerranéen inférieur.

## Histoire

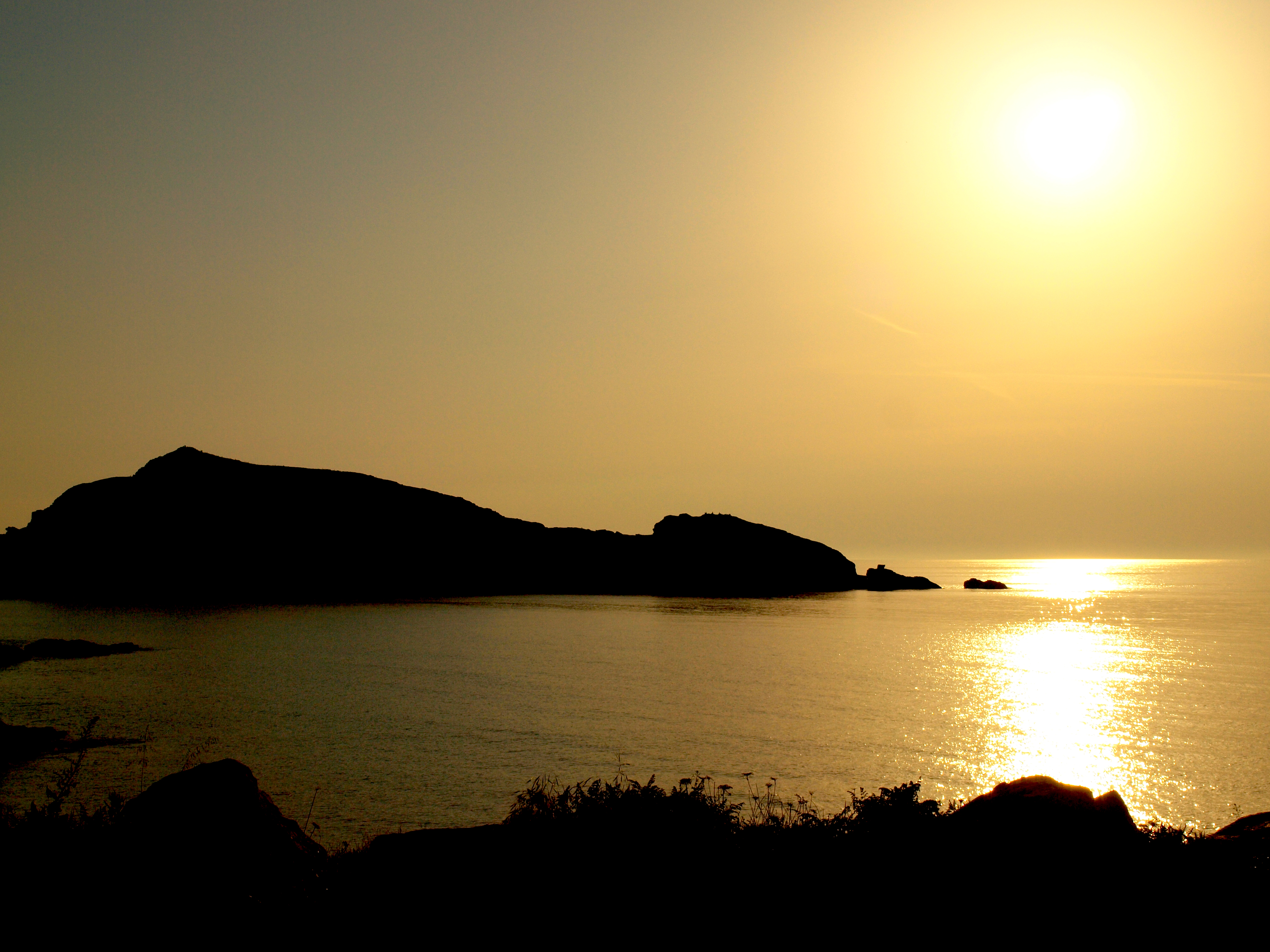
L'île au couchant

L'îlot de Capense fut fortifié en même temps que le port vers les XIIe siècle ou XIIIe siècle. En 1268, faute de navires, le seigneur Sinucello della Rocca avait assiégé en vain la forteresse de l'îlot où s'étaient réfugiés ses adversaires, les Avogari et leurs alliées Da Mare.
En 1757 Pascal Paoli y avait fait établir un chantier naval.
Une tonnara destinée à piéger les thons y était établie, en 1758 au moins. En cette même année, les pêcheurs locaux capturent un Grand requin blanc (Carcharodon carcharias)
La chapelle de Santa-Maria-Maddalena construite sur l'îlot au Moyen Âge est aujourd'hui en ruines. L'îlot fut mis en vente par l'État dès 1960 et fut finalement acheté par le Conservatoire du littoral.

## Environnement

### Site du Conservatoire du Littoral

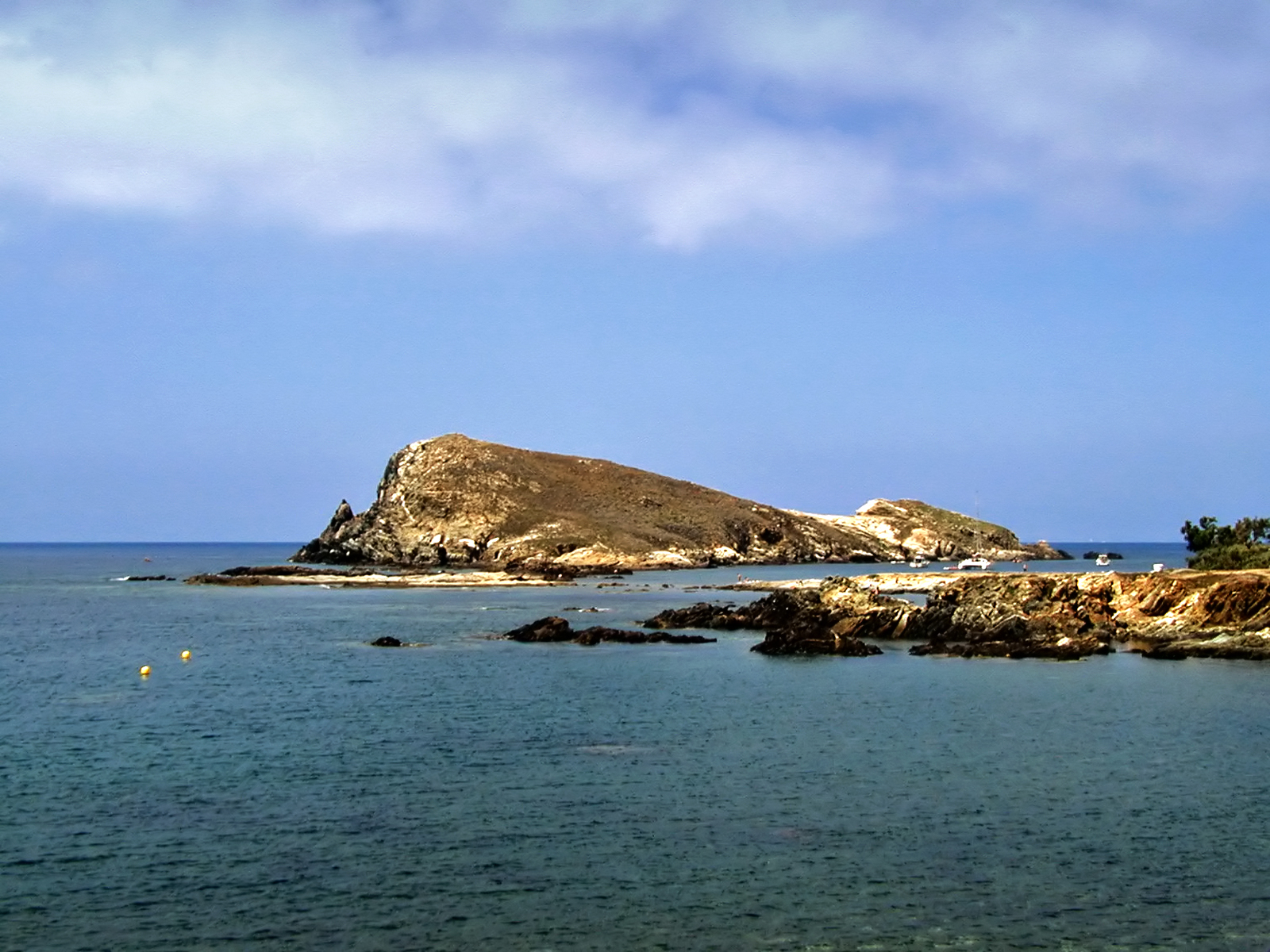
Îlot de Capense

L'îlot de Capense a une superficie de 3 ha. Propriété du Conservatoire du littoral, il est un site naturel inscrit, protégé, repris à l'Inventaire national du patrimoine naturel sous le nom de Îlot Capense (FR1100463).

### Écologie
L'îlot constitue une réserve ornithologique et halieutique. Il fait partie de plusieurs sites de protection écologique classés Natura 2000 :
- la Zone de Protection Spéciale FR9410097 Îles Finocchiarola et Côte Nord[4].
- le Site d'Importance Communautaire FR9400568 Cap Corse Nord et île Finocchiarola, Giraglia, Capense (Côte de Macinaggio à Centuri)[5].
- le Site d'Importance Communautaire FR9400570 Agriates[6].

Il fait également l'objet d'un arrêté préfectoral de Biotope du 6 octobre 1994 pour la protection de certaines espèces animales et végétales qu'on y rencontre, tels le goéland d'Audouin qui s'y reproduit, ou la nananthée de Corse une dicotylédone endémique.